# Ruchy nutacyjne
Ruchy nutacyjne, ruchy szukające – autonomiczne ruchy wzrostowe, zwykle koliste lub wahadłowe, wykonywane przez wierzchołki pędów, wąsy czepne lub inne części roślin spowodowane nierównomiernym wzrostem tkanek. Występuje m.in. u roślin pnących (np. u fasoli, chmielu), ułatwiając im znalezienie podpory. Najczęściej ruchy te są lewoskrętne. Tylko nieliczne rośliny są prawoskrętne (np chmiel), a rdest powojowaty potrafi owijać się w obu kierunkach.